# La casa a Parigi
La casa di Parigi (The House in Paris) è un romanzo scritto da Elizabeth Bowen nel 1935.

## Edizioni
- La casa di Parigi, traduzione di Maria Stella, Essedue, 1991,  p. 298, ISBN 88-85697-32-1.
- La casa di Parigi, traduzione di Alessandra di Luzio, Sonzogno, Venezia, 2015